# الوی کازاگرانده
الوی کازاگرانده (انگلیسی: Eloy Casagrande؛ زادهٔ ۲۹ ژانویهٔ ۱۹۹۱) موسیقی‌دان اهل برزیل است. وی از سال ۲۰۰۴ میلادی تاکنون مشغول فعالیت بوده است.